# Asnières-sur-Blour
Asnières-sur-Blour é uma comuna francesa na região administrativa da Nova Aquitânia, no departamento de Vienne. Estende-se por uma área de 32,49 km². Em 2010 a comuna tinha 185 habitantes (densidade: 5,7 hab./km²).